# Nó tático
Nó tático é um jargão do mundo futebolístico, que ocorre quando uma equipe considerada inferior derrota um time considerado favorito por meio de uma estratégia planejada ou de uma tática não prevista pelo adversário. A expressão também é utilizada em outros setores, como na política.

## Histórico
A Placar durante a Copa do Mundo FIFA de 1974 chamou a tática adotada pelo carrossel holandês de "armadilhas". Nos anos 80, o treinador Cláudio Duarte definiu o esquema que surpreendia os seus adversários de "pega-ratão".

## Exemplos
Tostão chamou de "verdadeiro nó tático" a vitória do Grêmio sobre o Corinthians na final da Copa do Brasil de Futebol de 2001. De acordo com a Agência Estado, a vitória do Internacional sobre o Barcelona na Final da Copa do Mundo de Clubes da FIFA de 2006 foi um "nó tático" planejada de forma coletiva entre Abel Braga e os jogadores do grupo colorado.
Na antepenúltima rodada do Campeonato Brasileiro de Futebol de 2023, a vitória surpreendente do Atlético Mineiro sobre o Flamengo no Maracanã foi descrito como "tremendo nó tático" por Milton Neves.